# Stech-Fichte
Die Stech-Fichte (Picea pungens, Syn.: Picea parryana Sargent), umgangssprachlich auch Blau-Fichte genannt, ist eine immergrüne Pflanzenart aus der Gattung der Fichten (Picea). Die Stech-Fichte ist der Staatsbaum der US-amerikanischen Bundesstaaten Colorado und Utah.

## Beschreibung

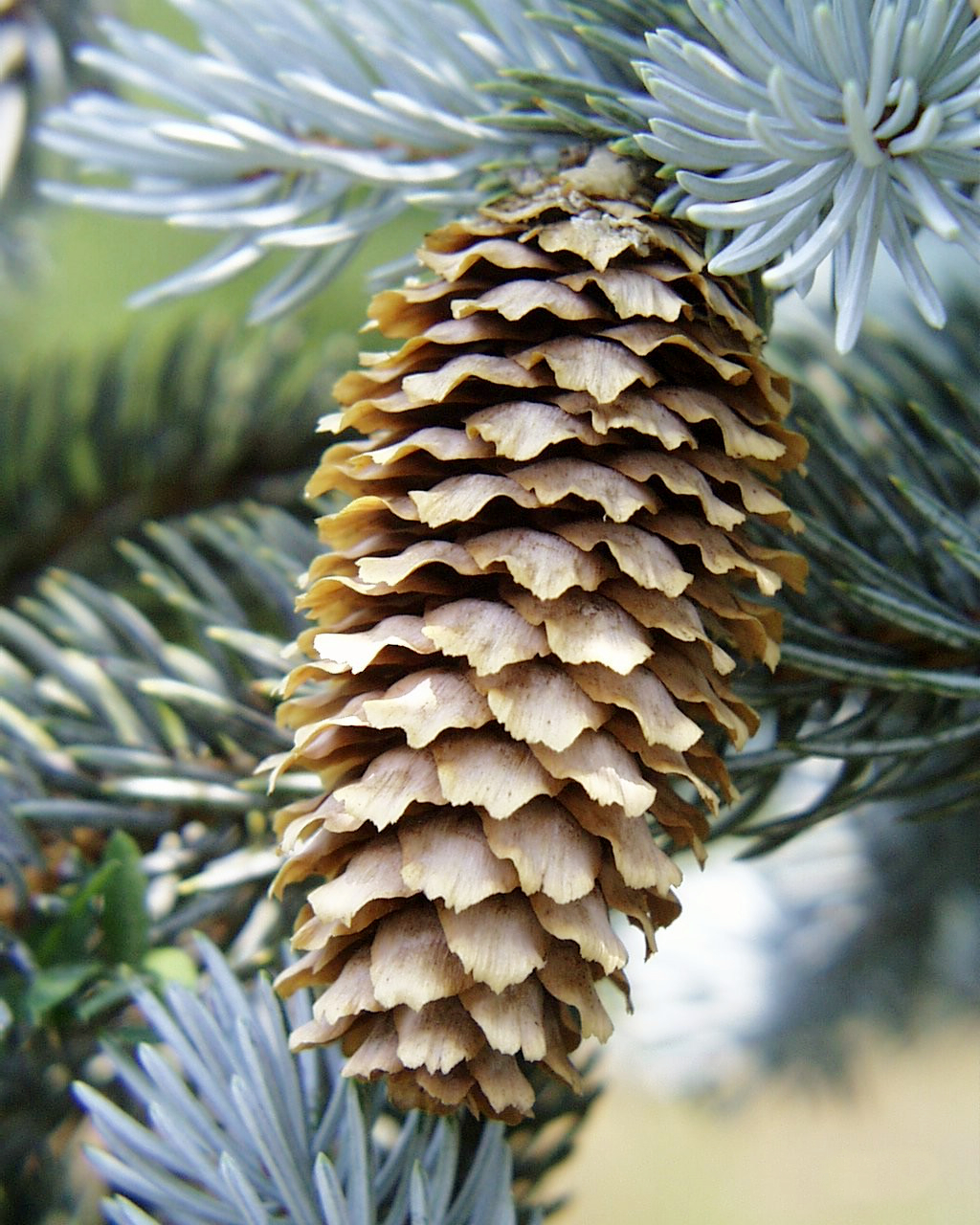
Reifer Zapfen

### Habitus
Die Stech-Fichte ist ein immergrüner Baum, der an optimalen Standorten Wuchshöhen von bis zu 37 Metern und einen Brusthöhendurchmesser von bis zu 1,4 Metern erreichen kann. Die kräftigen und steifen Zweige sind kahl und glänzend. Sie bilden bei Jungbäumen eine regelmäßige pyramidenförmige Krone. Bei Altbäumen sind die Zweige mehr hängend und bilden eine unregelmäßige und offene Krone.

### Belaubung
Die derben Nadeln sind im Querschnitt viereckig und werden 2 bis 3 Zentimeter lang. Sie stehen rechtwinklig vom Trieb ab. Sie besitzen einen scharfen zugespitzten Apex, der den Namen Stech-Fichte erklärt. Die Nadelfarbe kann von Baum zu Baum variieren und schwankt zwischen gelbgrün über blaugrün bis silber. Sie weisen oft einen abwischbaren, blaugrünen Wachsbelag auf. Die in Mitteleuropa gepflanzten Exemplare sind meist Züchtungen, die als Zuchtmerkmal eine besonders intensive Grau- bis Blaufärbung der Benadelung aufweisen. Dies erklärt den umgangssprachlichen Namen „Blau-Fichte“. Auf jeder Seite befinden sich zwei bis vier Spaltöffnungsreihen. Der Geschmack der Nadeln ist scharf und bitter.

### Blüten, Zapfen und Samen
Die einhäusig-getrenntgeschlechtige (monözische) Stech-Fichte wird mit rund 30 Jahren mannbar. Die gelb gefärbten und meist etwas rot getönten männlichen Blütenzapfen werden im gesamten Kronenbereich gebildet. Sie stehen entweder in Gruppen von drei bis fünf am Grund oder einzeln an den Spitzen von einjährigen Trieben. Die hellrosa bis hellrot gefärbten weiblichen Blütenzapfen werden nur in der Oberkrone gebildet. Aus ihnen entwickeln sich die länglich bis zylindrisch geformten, samentragenden Zapfen, die zwischen sechs und elf Zentimeter lang werden. Sie sind anfangs grün gefärbt und besitzen eine schwach rötliche Tönung. Zur Reife im August bis September färben sie sich strohfarben. Die rautenförmigen Zapfenschuppen sind leicht gewellt, dünn und zäh mit einem geraden oder ungleichmäßigen Rand. Die Spitzen der Zapfenschuppen sind abgeflacht. Die Samen sind geflügelt. Das Tausendkorngewicht von gereinigten und entflügelten Samen beträgt rund 4,2 Gramm.

### Chromosomenzahl
Die Chromosomenzahl beträgt 2n = 24.

### Wurzelsystem
Die Stech-Fichte ist ein Flachwurzler. Sämlinge wurzeln im 1. Jahr bis in eine Tiefe von rund 6 Zentimetern. Trotz des flachen Wurzelsystems ist die Art kaum anfällig für Windwurf.

### Rinde
Die graue und etwas rötlich getönte Stammborke ist bei Jungbäumen schuppig. Bei Altbäumen ist sie mit relativ glatten Rissen versehen. Die Rinde junger Zweige ist anfangs grünlich braun gefärbt und geht später in eine orangebraune bis graubraune Farbe über. Bei manchen Zuchtformen sind die jungen Zweige braun bis rotbraun gefärbt.

### Holz
Das helle, leichte und feinfaserige Holz der Stech-Fichte hat Ähnlichkeit mit dem Holz anderer Fichtenarten. Es hat einen charakteristischen Geruch und ist anfällig gegen Holzfäule. Die Rohdichte bei einer Holzfeuchte von 0 % beträgt rund 0,35 g/cm³.

## Verbreitung und Standort

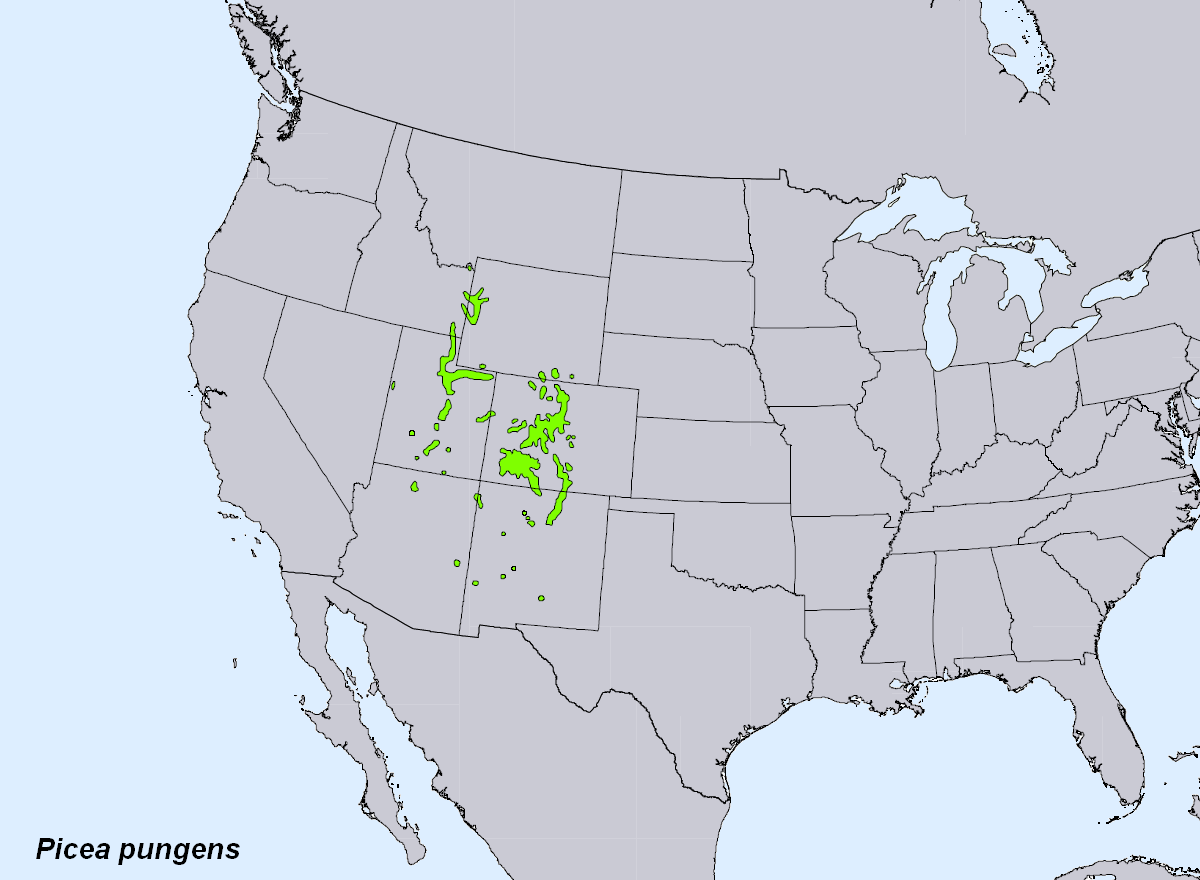
Verbreitungsgebiet der Stech-Fichte

Die Stech-Fichte stammt aus den Rocky Mountains im Westen der Vereinigten Staaten; ihr Vorkommen reicht vom südlichen Idaho und Wyoming südlich bis nach Arizona und New Mexico, wo jedoch nur isolierte Bestände vorkommen. Sie bildet in Höhenlagen zwischen 1800 und 3000 Meter einen Teil des Bergwaldes. Die Stech-Fichte ist in Mitteleuropa und Russland winterhart und wird hier überaus häufig in Gärten und Parks gepflanzt.
Die Stech-Fichte ist eine Baumart des kühl-milden Klimas mit niedrigen Temperaturen im Sommer und geringen Niederschlägen im Winter. Die Jahresniederschläge liegen zwischen 460 und 600 mm, wovon rund 50 % als Regen während der Vegetationsperiode fällt. Sie ist anspruchslos bezüglich des Standorts, bevorzugt aber nährstoffreiche, frische, sandige bis kiesige Lehme in Tälern oder auf sanften Hängen. Der pH-Wert sollte zwischen 6,8 und 7,2 liegen. Sie ist sehr beständig gegen hohe Luftemissionswerte, verträgt einen Schattenstandort jedoch nur bedingt. Auf trockenen Standorten gedeiht sie besser als andere Fichtenarten. Sie ist bis zu einer Temperatur von −40 °C frosthart. Die Stech-Fichte bildet selten Reinbestände. In tieferen Lagen werden Mischbestände mit verschiedenen Weidenarten (Salix), mit Populus angustifolia, der Douglasie (Pseudotsuga menziesii), der Kolorado-Tanne (Abies concolor) und der Gelb-Kiefer (Pinus ponderosa) gebildet. An der oberen Höhengrenze bildet sie oft Bestände mit der Engelmann-Fichte (Picea engelmannii) und der Felsengebirgs-Tanne (Abies lasiocarpa).

## Nutzung
Aufgrund der starken Astigkeit und Abholzigkeit hat die Stech-Fichte keine nennenswerte forstwirtschaftliche Bedeutung.
Die Stech-Fichte, insbesondere in Zuchtformen mit betont blauer Nadelfarbe, ist ein beliebter Zier- und Weihnachtsbaum. Sie steht nach der Nordmanntanne auf Platz zwei der beliebtesten Weihnachtsbäume in Deutschland. Während die Nadelhaltbarkeit bei frisch geschlagenen Bäumen mit der der Nordmanntannen vergleichbar ist, sorgen ätherische Öle der Fichte für weihnachtliche Stimmung. Gelegentlich wird sie als Windschutz (Hecke) angepflanzt.

## Krankheiten und Schädlinge
Im natürlichen Verbreitungsgebiet stellen Krankheiten und Schädlinge keine ernste Bedrohung für die Stech-Fichte dar. Einjährige Nadeln und die Zapfen werden von Nadelrosten aus der Gattung Chrysomyxa befallen, die auch Hexenbesen hervorrufen können. Der Pilz Lophodermium piceae befällt die Nadeln und verursacht vor allem in Dänemark starke Schäden. Rhizosphaera kalkhoffii verursacht Nadelbräunung und führt zu starken Nadelverlusten. Dieser Schadpilz tritt hauptsächlich in Christbaumkulturen im Nordosten und im Mittleren Westen der USA auf. Wurzel- und Kernfäule werden durch Hallimasche (Armillaria) sowie durch den Kiefernfeuerschwamm (Phellinus pini) und Inonotus tomentosus hervorgerufen. Eine Varietät von Valsa kunzei ruft Astkrebse und Zweigdürre hervor.
Zu den Schadinsekten, die die Stech-Fichte befallen, gehört die Galllaus Adelges cooleyi, die auffällige Schäden an den Triebspitzen verursacht.
Die Sitkafichtenlaus (Elatobium abietinum), deren Saugtätigkeit zu mehr oder weniger starkem Verlust der Nadeln führt, ist ein bedeutender Schädling, der in Mitteleuropa auftritt. Bisweilen gehen alle Nadeln verloren, sodass nur noch der im Mai erfolgende Neuaustrieb des Baumes erhalten bleibt. Mehrmals folgender Befall kann zum Absterben des Baumes führen.
Die Stech-Fichte gilt als widerstandsfähig gegen Ozon und Salzwasser-Gischt.

## Systematik
Die Stech-Fichte ähnelt der Engelmann-Fichte (Picea engelmannii) in vielen morphologischen Merkmalen und kommt mit dieser in tiefen Lagen oft gemeinsam vor. Trotzdem kommt es nur selten zu natürlichen Hybriden zwischen den beiden Arten. Die natürliche Variation der Nadelfarbe ist genetisch fixiert.
Picea pungens wurde 1879 durch Georg Engelmann in The Gardeners’ Chronicle, new series, Band 11, Seite 334 erstbeschrieben. Synonyme von Picea pungens Engelm. sind: Abies menziesii Engelm. nom. illeg., Picea menziesii Engelm. nom. illeg., Picea commutata Beissn., Picea parryana (André) Sarg., Pinus armata Voss.

### Zuchtformen
Es werden mindestens 38 Zuchtformen beschrieben, die sich vor allem durch die Nadelfarbe und die Kronenform unterscheiden. Dazu gehören:
- ‚Fat Mac‘: Eine zwergwüchsige Form mit nur zwei bis drei Zentimeter Jahreszuwachs.
- ‚Glauca‘: Die meisten Zuchtbestrebungen galten der möglichst grauen bis blauen Nadelfärbung. Neben der Form ‚Glauca‘ sind unter anderem auch ‚Hoopsii‘, ‚Koster‘ und ‚Moerheimii‘ sowie die Säulenform ‚Iseli Fastigiata‘ blaunadelig.[4]